# Kardam van Bulgarije
Kardam was tussen ca.777 en 803 khan van Bulgarije. Over de passage van Telerig naar Kardam ontbreken de bronnen. Wat duidelijk is dat Kardam een einde maakte aan de interne strijd en voor stabiliteit zorgde in het land.

## Context
In 780 was keizer Leo IV van Byzantium gestorven, zijn weduwe Irene kreeg het regentschap over hun zoon Constantijn VI. Constantijn VI was de betutteling van zijn moeder beu en nam in 790 de macht in eigen handen. In navolging van zijn grootvader Constantijn V Kopronymos viel hij het Bulgaarse Rijk binnen. De Byzantijnen verloren smadelijk de Slag bij Marcellae in 792 tegen de Bulgaren onder leiding van Kardam. Constantijn VI keerde naar Constantinopel terug, ondertekende een vredesverdrag en beloofde jaarlijkse schatting aan Bulgarije te betalen. Zolang Constantijn aan de macht was, bleven de schermmutselingen duren.
De laatste jaren van zijn leven zijn obscuur, het jaar van zijn overlijden is niet gekend.